# جفينة النصراني

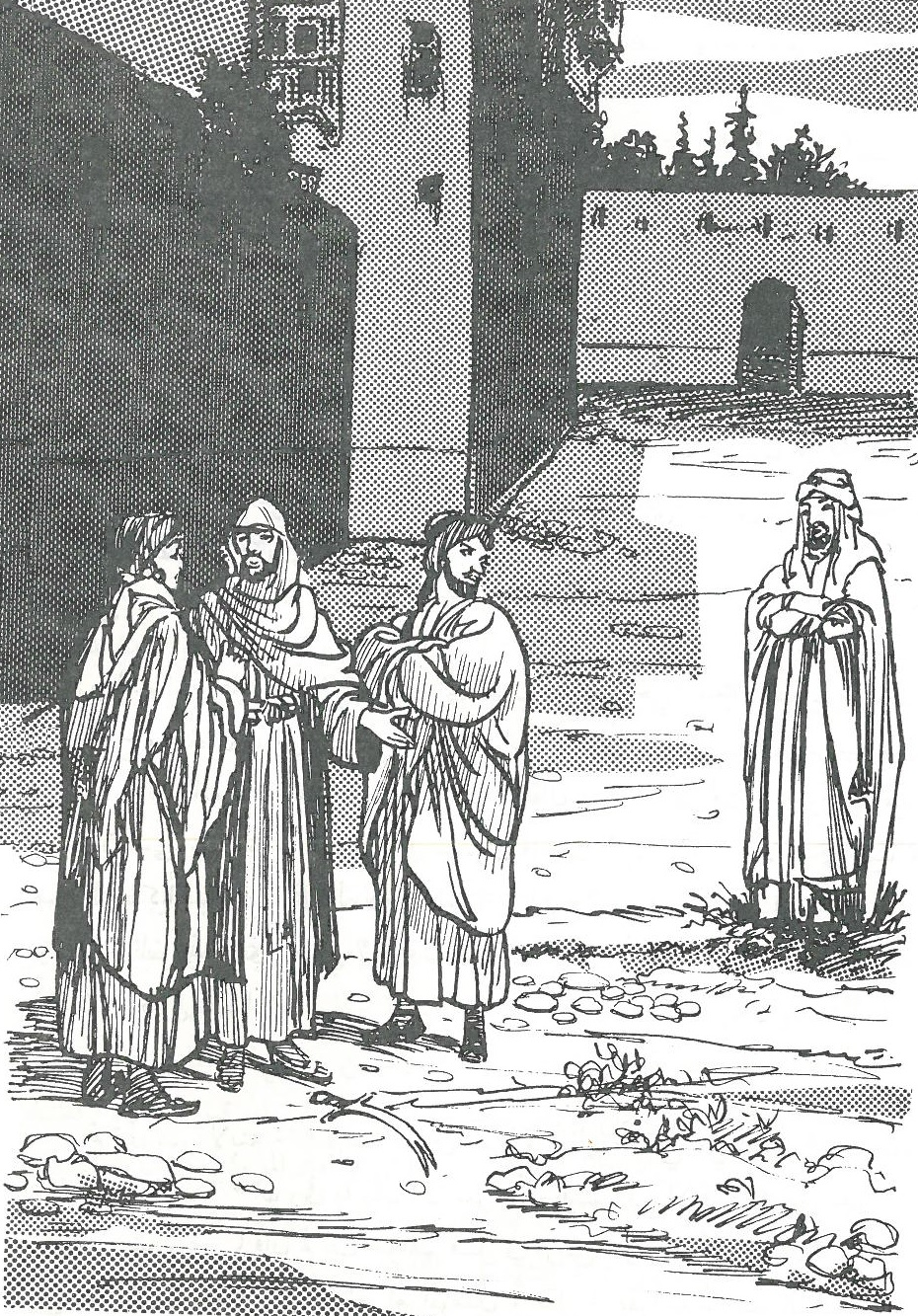
رسمٌ تخيُلي لِعبد الرحمن بن أبي بكر وقد رأى الهرمزان وفيروز وجفينة النصراني قُبيل مقتل عمر يتشاورون وقد سقط منهم خنجر ذو نصلين.

جفينة النصراني هو من مسيحيي الحيرة أرسله سعد بن أبي وقاص إلى المدينة ليعلم أبناءها القراءة والكتابة, وهو من المشاركين في مؤامرة مقتل عمر بن الخطاب.
قتله عبيد الله بن عمر بعدما عرف بأمر اشتراكه في مقتل ابيه.

## مقتل عمر بن الخطاب
قبل ان يقتل عمر بن الخطاب كان عبد الرحمن بن ابي بكر يسير بأحد الاحياء واثناء سيره مر صدفةً بكل من ابي لؤلؤة والهرمزان و جفينة و هم يتشاورون بأمر ما, فلما رؤوه ارتبكوا و سقط منهم خنجر ذو نصلين. و بعد مقتل عمر ذهب الى الناس و اخبرهم بما رأى و طلب منهم أن يتحققوا بما قتل عمر, فلما وجدوه خنجر ذو نصلين يشابه ما وصفه لهم عبدالرحمن غضب عبيد الله بن عمر و قرر الثأر لأبيه, فقتل الهرمزان ثم جفينة ثم ابنة أبي لؤلؤة.
ذكر المحلى ابن حزم [..بما روي من حديث عبيد الله بن عمر كما ثنا حمام ثنا ابن مفرج ثنا ابن الاعرابي ثنا الدبري ثنا عبد الرزاق عن معمر عن الزهري وذكر قتل عمر قال: فأخبرني سعيد بن المسيب ان عبد الرحمن بن أبي بكر الصديق ولم نجرب عليه كذبة قط، قال حين قتل عمر بن الخطاب انتهيت إلى الهرمزان. وجفينة. وأبي لؤلؤة وهم بحي فتبعتهم فثاروا وسقط من بينهم خنجر له رأسان نصابه في وسطه * وقال عبد الرحمن فانظروا بما قتل به عمر فوجدوه خنجرا على النعت الذي نعت عبد الرحمن فخرج عبيد الله بن عمر بن الخطاب مشتملا على السيف حتى أتى الهرمزان فقال اصحبني ننظر إلى فرس لي وكان الهرمزان بصيرا بالخيل فخرج بين يديه فعلاه عبيد الله بالسيف فلما وجد حد السيف قال: لا إله إلا الله فقتله، ثم أتى جفينة - وكان نصرانيا - فلما أشرف له علاه بالسيف فضربه فصلب ما بين عينيه، ثم أتى ابنة أبي لؤلؤة جارية صغيرة تدعى الإسلام فقتلها فاظلمت الأرض يومئذ على أهلها، ثم أقبل بالسيف صلتا في يده وهو يقول والله لا أترك في المدينة سبيا الا قتلته وغيرهم كأنه يعرض بناس من المهاجرين فجعلوا يقولون له: ألق السيف فأبى ويهابونه أن يقربوا منه حتى أتاه عمرو بن العاص فقال: أعطني السيف يا بن أخي فأعطاه إياه ثم ثار إليه عثمان فاخذ برأسه فتناصبا حتى حجز الناس بينهما، فلما ولى عثمان قال: أشيروا علي في هذا الرجل الذي فتق في الإسلام ما فتق - يعني عبيد الله بن عمر - فأشار عليه المهاجرون أن يقتله وقال جماعة من الناس قتل عمر بالأمس وتريدون أن تتبعوه ابنه اليوم أبعد الله الهرمزان. وجفينة فقام عمرو بن العاص فقال: يا أمير المؤمنين ان الله قد أعفاك أن يكون هذا الامر ولك على الناس من سلطان إنما كان هذا الامر ولا سلطان لك فاصفح عنه يا أمير المؤمنين قال: فتفرق الناس على خطبة عمرو وودي عثمان الرجلين والجارية، قال الزهري: وأخبرني حمزة بن عبد الله بن عمر بن الخطاب أن أباه قال: فيرحم الله حفصة أن كانت لمن شيع عبيد الله على قتل الهرمزان. وجفينة: قال معمر: قال غير الزهري: قال عثمان أنا ولي الهرمزان. وجفينة. والجارية واني قد جعلتها دية.